# Ipervideo
L'ipervideo o video con ancore è un flusso video che contiene delle ancore o link cliccabili dall'utente, permettendo una navigazione tra i video e altre elementi ipermediali.
l'ipervideo è l'analogo di un ipertesto, che permette di navigare tra diversi testi di uno stesso documento attraverso le parole del testo stesso.
L'ipervideo combina i video in una struttura informativa lineare, permettendo scelte basate sul contenuto del video e sugli interessi dell'utente.
Una differenza cruciale tra l'ipervideo e l'pertesto è l'elemento temporale: un testo è statico mentre il video è dinamico. Di conseguenza si adotteranno diverse tecniche per creare un collegamento tra un oggetto presente nel video e un altro video, tenendo contro anche della durata della presenza dell'oggetto medesimo nel video.
Bisognerà necessariamente segmentare il video appropriatamente e aggiungere i metadati richiesti per collegare l'oggetto a un video pertinente ad esso.
L'ipervideo viene utilizzato, negli ultimi anni, anche nella didattica, trasformandola in "didattica attiva", al fine di migliorare il processo di insegnamento-apprendimento. Questo si è rivelato utile per spiegare il contenuto delle varie discipline, dando suggerimenti ai docenti sia per la parte tecnica, ossia come utilizzare il video in classe, sia per le strategie d'uso, per evitare percorsi noiosi.